# Laura Gagliardi

Laura Gagliardi (2020)

Laura Gagliardi (* 6. April 1968 in Bologna) ist eine italienisch-amerikanische Chemikerin an der University of Chicago.

## Leben und Wirken
Laura Gagliardi erwarb an der Universität Bologna 1992 einen Master in Industriechemie und 1997 bei Gian Luigi Bendazzoli einen Ph.D. in theoretischer Chemie. Als Postdoktorandin arbeitete sie bei Nicholas C. Handy an der University of Cambridge.
2000 erhielt Gagliardi eine erste Assistenzprofessur an der Universität Palermo, 2006 eine außerordentliche Professur an der Universität Genf und 2009 eine ordentliche Professur an der University of Minnesota. Ab 2012 war sie dort auch Direktorin des Chemical Theory Center, bevor sie 2020 als Richard and Cathy Leventhal Professor an die University of Chicago wechselte, wo sie auch Direktorin des Chicago Center for Theoretical Chemistry ist. Zusätzlich forscht sie für das Argonne National Laboratory.
Gagliardi „entwickelt neuartige quantenchemische Methoden und untersucht damit Fragestellungen im Zusammenhang mit erneuerbaren Energien. Mit den von ihr entwickelten Methoden erforscht sie auch molekulare Systeme und Materialien, die für Katalyse, Kohlendioxidtrennung, photochemische Prozesse, Spektroskopie und Schwerelementchemie relevant sind.“ Insbesondere sind metallorganische Gerüstverbindung (MOF) und ihre Eigenschaften Gegenstand der Forschung von Gagliardi und Mitarbeitern.
Laura Gagliardi hat laut Google Scholar einen h-Index von 89, laut Datenbank Scopus einen von 80 (jeweils Stand August 2023). Seit 2022 ist sie Chefredakteurin der Fachzeitschrift Chemical Theory and Computation, seit 2021 ist sie Mitherausgeberin des Journal of the American Chemical Society. Sie gehört zu den Herausgeber-Teams mehrerer weiterer wissenschaftlicher Fachzeitschriften.

## Auszeichnungen (Auswahl)
- 2016 Bourke Award der Royal Society of Chemistry[5]
- 2016 Fellow der American Physical Society
- 2017–2019 Vorstand der Division of Chemical Physics der American Physical Society
- 2018 Humboldt-Forschungspreis (Gastgeber: Joachim Sauer)
- 2018 Mitglied der Academia Europaea[6]
- 2020 Mitglied der American Academy of Arts and Sciences[7]
- 2020 Fellow der American Association for the Advancement of Science
- 2020 Peter Debye Award der American Chemical Society[8]
- 2021 Mitglied der National Academy of Sciences[9]
- 2021 Mitglied der Accademia Nazionale dei Lincei[10]
- 2021 Faraday-Vorlesung und -Preis der Royal Society of Chemistry[11]
- 2021–2026 Vorstand der Physical Division der American Chemical Society
- 2022 Mitglied der Deutschen Akademie der Naturforscher Leopoldina
- 2023 Linus Pauling Award